# آرتاشس چهارم
آرتاشس چهارم یا اردشیر چهارم (ارمنی: Արտաշես Դ) پادشاه ارمنستان از سلسله اشکانی ارمنستان (آرشاکونی) بود.

## پیشینه خانوادگی، اوایل زندگی و به سلطنت رسیدن
آرتاشس چهارم پسر ورمشاپوه بود که از سال ۳۸۹ تا ۴۱۷ به عنوان یک مرزبان ساسانی، ارمنستان شرقی را اداره می‌کرد. عموی آرتاشس، خسرو چهارم، قبل از ورمشاپوه (و احتمالاً بعد از آن نیز) بر ارمنستان حکومت می‌کرد.تبارنامه‌های مدرن، آرتاشس چهارم را نوه وارازدات نشان می‌دهند. آرتاشس چهارم، در حالی که هفده سال داشت به تخت سلطنت رسید، او حدود در سال ۴۰۵ میلادی متولد شد. هویت مادر وی مشخص نیست. او ممکن است همسر یا صیغه ورمشاپوه بوده باشد. آرتاشس چهارم در ارمنستان متولد و بزرگ شد و از زندگی وی قبل از سلطنت اطلاعات کمی در دست است. آرتاشس چهارم به احترام پادشاهان گذشته ارمنستان و ایبریا نام آرتاشیاس را انتخاب کرد.
هنگامی که ورمشاپوه در سال ۴۱۷ درگذشت، آرتاشس چهارم خیلی جوان بود و نمی‌توانست جانشین پدرش شود پس از مرگ پدرش، ساهاک، جاثلیق ارمنی که از اقوام دور آرتاشس چهارم بود، به دربار پادشاه ساسانی یزدگرد یکم مراجعه کرد تا آزادی خسرو چهارم را بدست آورد. یزدگرد یکم رضایت داد و خسرو را از تبعید سیاسی و زندان آزاد کرد. پس از آزادی، خسرو ممکن است از سال ۴۱۷ تا ۴۱۸ که درگذشت دوباره به عنوان پادشاه ارمنستان خدمت کرده باشد. از رابطه آرتاشس چهارم با پدر و عمویش اطلاعات کمی در دست است.
تا سال ۴۲۲، ارمنستان تحت سلطه مستقیم اشراف محلی و «سلسله ساسانی» قرار داشت. «ناخارارها» درخواست کردند که حکومت ساسانی شاهزاده‌ای از دودمان آرشاکونی را بر تخت بگذارد. در سال ۴۲۲، آرتاشس چهارم به عنوان پادشاه ارمنستان بر تخت نشست.

## سلطنت
با رسیدن به سلطنت، آرتاشس چهارم خود را آرتاشیر نامید در دفاع از پادشاهان گذشته ساسانی آرتاشس چهارم به دنبال عموی و پدر خود، به عنوان سومین پادشاه ساسانی در ارمنستان شرقی خدمت می‌کرد و به عنوان یک پادشاه مسیحی تابع یک دولت زرتشتیان حکمرانی می‌کرد.
به عنوان پادشاه، آرتاشس چهارم از پشتیبانی جاثلیق سلطنتی، ساهاک برخوردار بود. گرچه آرتاشس چهارم توسط «ناخارارها» به عنوان پادشاه خود شناخته شد، اما گرایش‌های گریز از مرکز اشراف بیش از حد قدرت او بود. اعضای برجسته اشراف خیلی زود به بهانه انزجار از رذایل پادشاه جوان، دسیسه‌های خود را از سر گرفتند. آرتاشس چهارم به دلیل جوانی و ضعف در شخصیت قادر به کنار آمدن با اشراف ارمنی نبود. ساهاک در زمان‌های مختلف به «ناخارارها» متوسل می‌شد که به عالی‌ترین مقام یعنی پادشاه احترام بگذارند، با او همکاری کنند و متحد او باشند، اما این درخواست‌ها نادیده گرفته شد.
اعتماد به سلطنت ارمنستان از طرف «ناخارارها» کاهش یافت و مشخص شد که حکومت مستقیم توسط ایران بر سلطنت ارجح است. به درخواست «ناخارارها»، آرتاشس چهارم توسط بهرام پنجم در سال ۴۲۸ از سلطنت برکنار شد. ارمنستان به شاهنشاهی ساسانی ضمیمه شد و به یک ساتراپی این شاهنشاهی تبدیل شد. ساسانیان وه مهر شاپور را به عنوان مرزبان ارمنستان ساسانی منصوب کردند. سرنوشت بعدی آرتاشس چهارم ناشناخته است. با برکناری آرتاشس چهارم، حکومت بر ارمنستان توسط خاندان آرشاکونی و تقریباً بعد از هزار سال پایان یافت.